# John Rocque
John Rocque (ursprungligen Jean Rocque), född cirka 1709, död 1762, var en fransk-engelsk lantmätare och kartograf. Det är oklart exakt när han föddes, men det var inte senare än 1709 eftersom det var det året hans föräldrar (vilka var franska hugenotter) flyttade till England. Rocque blev gudfar 1728. 
Utöver sina yrken som lantmätare och kartograf var Rocque även graverare och försäljare av kartor. Han ska även vid åtminstone ett tillfälle ha arbetat med landskapsarkitektur under tiden som han bodde med sin bror, Bartholomew, som var en landskapsarkitekt. Rocque hjälpte till att skapa planer för Wrest Park (1735), Claremont (1738), Painshill, Surrey (1744), Wanstead House (1745) och Wilton House (1746).
Rocque är dock mest ihågkommen för sin karta över London, som han började arbeta med 1737 och som publicerades på 24 sidor 1747. Det var vid tidpunkten den mest detaljerade kartan över staden och än idag är den en viktig historisk artefakt. På grund av sina arbeten med kartor fick han anställning som kartograf hos prinsen av Wales 1751. Rocque fortsatte skapa kartor och 1760 publicerades sådana för Middlesex, Oxford, Berkshire och Buckinghamshire. Hans karta över Dublin från 1756 syns på den irländska 10-pundssedeln.
Rocque gifte sig två gånger och hans änka fortsatte med hans arbete efter hans död.